# Parti de l'avant-garde socialiste
Le Parti de l'avant-garde socialiste (PAGS) est un parti politique algérien, fondé en clandestinité le 26 janvier 1966 par des militants de l’ancien Parti communiste algérien (PCA) et par des progressistes venus des courants les plus à gauche du mouvement national,.
Sadek Hadjerès, qui avait été auparavant membre du secrétariat du Comité Central du PCA, a été le premier secrétaire général du PAGS.
Le PAGS a poursuivi ses activités de manière clandestine, rencontrant souvent une répression sévère, jusqu’à sa légalisation en 1989,. Il reprend l'héritage du Parti communiste algérien (PCA) qui a disparu peu après l'indépendance algérienne. Le noyau formé par le PCA puis par le PAGS constitue le principal courant politique algérien réclamant le socialisme en dehors du FLN.

## Histoire

### Le PCA avant la fondation du PAGS
Le PCA, comme le PAGS qui l’a succédé, a été contraint de mener la majorité de ses activités en clandestinité. Le parti, ainsi que son quotidien Alger Républicain, avait été interdit par les autorités françaises en septembre 1955. Cependant, parmi les partis qui avaient soutenu la cause de l’indépendance, le PCA a été le seul à réussir à se maintenir pendant la guerre. Apparemment, en juillet 1956, un accord a été conclu entre les directions du PCA et du FLN, qui permettait au PCA de conserver une existence politique autonome sans s’opposer au FLN et tout en soutenant l’insurrection. En dépit de cet accord, pendant les années de guerre, les relations entre le PCA et le FLN ont été ambiguës et fluctuantes, et les militants du PCA ont été traités comme des adversaires à de nombreuses reprises.
Après l’indépendance de l’Algérie à l’été 1962, le PCA a été légalisé et commença à mener ses activités au grand jour, même obtenant des bons résultats. Cependant, cela n’a duré que quelques mois, car le 29 novembre 1962 le Bureau politique du FLN et le président Ahmed Ben Bella déclarèrent l’interdiction de tout parti politique en dehors du FLN. Apparemment, le PCA n’a jamais protesté, et ses militants ont continué à participer aux organisations de masse affiliées au FLN et à soutenir le régime sous une forme de "semi-clandestinité".
Durant cette période, la possibilité de fusionner le PCA avec le FLN a été discutée à plusieurs reprises. Il s'avère que, lors du congrès du parti du Front de Libération Nationale qui se déroula du 16 au 21 avril 1964, un accord a été formalisé entre le FLN et le PCA, prévoyant l’intégration des communistes au sein de cellules du FLN. En fait, il semble aussi que, dans les mois qui précèdent le coup d’ État de 1965, il y a eu des tentatives du côté du FLN visant à fusionner le journal communiste «Alger républicain» avec «Le Peuple» du mouvement nationale, pour former un nouvel organe, «El Moudjahid». Pourtant, cela n’a jamais eu lieu compte tenu du coup d’État du 19 juin. En outre, il n’y avait pas d’unanimité au sein du PCA sur la possibilité de fusionner avec le FLN. D’après certains des dirigeants principaux du parti, tels que Sadek Hadjerès et Bachir Hadj Ali, le PCA n’aurait pu se dissoudre que dans un parti à base marxiste-léniniste, ce qui n’était pas vraiment le cas du FLN.

### Le coup d’État de Boumediene et la fondation du PAGS
Le régime de semi-clandestinité instauré en novembre 1962 se termina lorsque, le 19 juin 1965, le coup d’État du colonel Boumediene (1965-1978) fit replonger le PCA dans la pleine clandestinité. En s’opposant au coup d’État, il s’agissait de la première fois que les communistes entraient en conflit ouvert avec le gouvernement. La direction PCA réagit en fondant l’Organisation de la Résistance Populaire (ORP) avec des militants issus de la gauche du FLN qui étaient partisans du président déchu Ben Bella, des syndicalistes de l’Union Générale des Travailleurs Algériens (UGTA), des étudiants membres de l’Union Nationale des Étudiants Algériens (UNEA) et des officiers de l’Armée de Libération Nationale (ALN),.
De l’été 1965 au début de 1966, les membres de l’ORP ont été arrêtés et torturés. Parmi eux, Mohammed Harbi et Hocine Zahouane du FLN, et Bachir Hadj Ali et William Sportisse du PCA. La dénonciation de la torture a conduit à la publication d’un ouvrage aux Éditions de minuit, du titre Les torturés d’el Harrach. Quand la plupart des militants du PCA étaient désormais en prison, une conférence de l’ORP décida la dissolution du parti et déclara la naissance du Parti de l'avant-garde socialiste (PAGS) le 26 janvier 1966. Le PAGS, contrairement à l’ORP, a essayé dès le premier jour de ne pas se présenter comme un parti d’opposition face au gouvernement de Boumediene. Malgré cela, le PAGS sera contraint de mener ses activités dans la clandestinité jusqu’en 1989.
La politique adoptée par le PAGS à l’égard du gouvernement a été qualifiée comme "soutien critique". À travers les publications des journaux du parti (le francophone Saout ach-Chaab et l’arabophone Sawt as-Sha‘b, « La voix du Peuple »), le PAGS soutenait toutes les mesures progressistes prises par le gouvernement, en particulier dans le domaine économique, qu’il estimait aller dans le sens de l’anti-impérialisme et du socialisme, tout en exprimant ses perplexités. Un élément exemplaire de cette démarche sont les étonnantes lettres de soutien au régime écrites par des prisonniers communistes, notamment lors de la guerre des Six jours en 1967, tels que celle de William Sportisse, qui rédigea une lettre depuis la prison d’Oued Rhiou adressée au président algérien Houari Boumediene pour lui exprimer sa solidarité antisioniste «en tant que Juif algérien dont la famille a souffert de l’hitlérisme»,.
La politique du « soutien critique » du PAGS s’est affirmée nettement en 1971, quand le gouvernement de Boumediene a adopté les réformes qui auraient conduit à la révolution agraire et à la nationalisation des hydrocarbures. Cependant, c’est aussi l’année de l’interdiction définitive de l’UNEA, l’organisation de masse pour les étudiants qui partageait également plusieurs militants avec le PAGS. En fait, durant cette période, la plupart des membres du parti faisaient lien avec les organisations de masse dirigées par le FLN, notamment le syndicat officiel (UGTA), l’Union nationale de la jeunesse algérienne (UNJA), ainsi que les mouvements de femmes et de paysans, tout en travaillant en clandestinité pour le PAGS,.
Pourtant, le PAGS avait des grandes difficultés à revendiquer la reconnaissance auprès de partis communistes internationaux. Il revendiquait son rôle d’interlocuteur légitime du Parti communiste soviétique. Pourtant, selon Sadek Hadjerès, certains partis communistes désireux de maintenir des liens avec le FLN et l'État algérien préfèrent abandonner voire rompre les liens avec les communistes algériens de peur de contrarier le FLN.

### Les années 1980
La relative tolérance du gouvernement à l'égard du PAGS durant les années 1970 fit place, après la mort de Boumediene en 1978 et l'arrivée au pouvoir de Chadli Bendjedid le 9 février 1979, à une répression de plus en plus dure. Dans les années 1980, la politique du soutien critique devint de moins en moins tenable, étant donné que Chadli Bendjedid lançait une série de réformes économiques visant au développement du secteur privé, abandonnant de fait les investissements dans l’industrie lourde et en général le modèle socialiste de la gestion d’entreprise. Sous la présidence de Bendjedid, l’Algérie a souffert également d’une sévère crise économique en 1986, causée principalement par la baisse des prix du pétrole aggravée à son tour par la baisse du dollar américain,.
Les Événements d'octobre 1988 marquent un moment décisif. Bien que les manifestations aient un caractère spontané et n’étaient formellement liées à aucune organisation, elles amenèrent à l’emprisonnement et à la torture de nombreux membres du PAGS. Parmi les personnes arrêtées, plusieurs étaient des employés de l’École polytechnique d’architecture et d’urbanisme (EPAU) à El-Harrach, dont le démographe Kamel Kateb. Peu après, un Comité national contre la torture a été créé par des universitaires avec l’écrivain Anouar Benmalek comme secrétaire général. En 1989, le Comité a publié des comptes rendus d’arrestations et de tortures dans une brochure intitulée Le Cahier noir d’Octobre.
Bien qu’elles aient été suivies par une répression très dure, les émeutes d’octobre furent également suivies de l’annonce par le président Bendjedid de réformes politiques allant dans le sens de l’ouverture démocratique (infitāḥ) et du pluralisme. En fait, une nouvelle Constitution (La Constitution de l'Algérie de 1989) était adoptée par référendum le 23 février 1989, qui consacrait constitutionnellement le multipartisme et les libertés démocratiques. Une loi sur le multipartisme votée le 5 juillet 1989 légalisait officiellement le PAGS après plus de 20 ans d’activité clandestine.
En réalité, cette légalisation du parti ne faisait pas l’unanimité puisque les militants seraient plus à même d’être exposés aux risques de violence politique. Malgré de nombreux doutes, le numéro du 21 août 1989 de «Sawt ash-Sha‘b» déclarait en Arabe: «Le 13 août 1989, notre parti a déposé une demande d’accréditation afin de transformer ses activités pour les rendre légales.». En septembre, a eu lieu la première réunion publique du parti, connu comme «le meeting de la sortie à la légalité» dans la salle Ibn Khaldun à Alger, dont les témoignages évoquent l’euphorie et ferveur de nombreux activistes qui se sont révélés les uns aux autres pour la première fois,.

### Les années 1990 et l'implosion du PAGS
Outre la précipitation et l’enthousiasme, pour les militants communistes, la période qui suit 1988 est avant tout «la crise du PAGS», à la croisée de plusieurs phénomènes. Tout d’abord, le PAGS n’était légalisé que quelques mois avant l’effondrement du bloc de l’Est, le moment le plus douloureux de l’histoire mondiale du communisme. Ensuite, c’est également une crise due à la sortie de la clandestinité, qui secoua considérablement la structure du parti. C’est enfin une crise causée par la confrontation à la montée de l’islamisme et l’émergence de la violence politique, qui caractérisera les années 1990, connues comme la "décennie noire".
En fait, malgré la grande possibilité offerte par l’ouverture démocratique de l’Algérie, le PAGS n’obtint pas de succès électoral, surmonté par la concurrence du nouveau parti du Front islamique du salut (FIS), également légalisé en 1989. Aux élections locales de juin 1990, auxquelles le PAGS participe, le FIS obtint une victoire spectaculaire, en remportant plus de quatre millions de voix (soit 54,25% des suffrages exprimés) et 853 municipalités sur 1520 contre 487 emportées par le FLN et 48 départements contre 14 au FLN,.
La crise politique traversée par le PAGS à ce stade la, entre l’effondrement du bloc soviétique et l’absence de succès électoral, s'illustre également par une lettre publiée par le quotidien Saout ach-Chaab intitulée «Sortir le Parti de la crise» en octobre 1990. Dans le même temps, la confrontation avec le FIS se fait de plus en plus vive, et pour éviter de «surchauffer l’atmosphère politique», Sadek Hadjerès refusait toute proposition de demander l’annulation des élections et l’interdiction du FIS. L’ex-membre du PCA-PAGS affirmera plus tard que «il y a eu lieu des faiblesses et des erreurs importantes sur le plan théoriques dans l’application des lectures marxistes à travers la réalité algérienne. Un déficit dans la théorie marxiste à saisir la réalité algérienne». Au contraire, grâce à l’activisme fort dans les mosquées (que le PAGS avait toujours refusé), le FIS réussit à acquérir des membres et à s’enraciner dans la société.
En décembre 1990, après plus de vingt ans de clandestinité, le PAGS tenait à Alger son premier congrès légal dans l’arène sportive «5 juillet». À cette occasion, la présidence du parti passait de Sadek Hadjerès à El Hachemi Cherif. En plus, le parti adopta une nouvelle plate-forme politique, appelée «Résolution Politico-Idéologique» (RPI), qui abandonnait le paradigme analytique marxiste de la lutte des classes et proposait plutôt une vision par laquelle l’histoire peut être lue comme une opposition entre le moderne et l’archaïque,.
En conséquence, cette nouvelle perspective considérait la contradiction principale qui structurait le champ politique algérien comme étant celle qui opposait «l’Algérie moderne» à «l’Algérie archaïque». Elle appelait donc à la constitution d’un Front de l’Algérie Moderne (FAM) qui transcenderait les partis et se constituerait en machine de guerre contre les archaïques, c’est-à-dire les islamistes. On peut dire qu’à ce stade où le scénario politique était déjà très tendu, le PAGS lui-même, désignant son propre ennemi idéologique dans l’Islamisme, adoptait déjà le langage de la guerre civile. Beaucoup d’autres militants critiquaient cette nouvelle ligne du parti, qui semblait focaliser le combat sur la lutte anti-islamiste, tout en oubliant de rester du côté du peuple.
Lors des élections générales de décembre 1991, avec le contexte international marqué par la guerre du Golfe, le FIS, qui supportait Saddam Hussein, gagnait plus de 3 millions de votes, trois fois plus que le FLN. Les années suivantes, on assiste à une escalade de la violence politique et aux premières grosses actions terroristes, comme l’assassinat du président Mohammed Boudiaf (1919-1992) devant les caméras de télévision, le 29 juin 1992. L’année 1992 est en fait l’année de la création du Groupe islamique armé (GIA) à partir de groupes de la mouvance plus radicale du mouvement islamiste après l’interdiction du Front islamique du Salut en mars. Cela peut être identifié comme le début de la guerre civile en Algérie, aussi connu comme "la décennie noire", au cours de laquelle le PAGS se dissout.
En 1993, le parti s’est dissous. Des ruines du projet du FAM, une nouvelle formation a été créée du nom at-Taḥaddī [le Défi], à la tête de laquelle ils placèrent El Hachemi Cherif, et qui s’esquissait autour de la nouvelle direction installée par le congrès national de décembre 1990,. Cependant, tout le monde ne se reconnaissait pas dans cette perspective de l’opposition entre moderne et archaïque. Pour cette raison, quelque temps après les anciens du PCA historique se réunissaient et créaient leur propre parti, le Parti algérien pour la démocratie et le socialisme (PADS), qui se maintient dans la tradition du PCA en suivant le marxisme-léninisme,,.
Dans les années 1990, l’at-Taḥaddī est renommé en Mouvement démocratique et social (MDS), avec l’objectif de doter l’Algérie d’un grand outil politique et de débat sur les principales questions nationales, dans l’ordre politique, social, stratégique ou économique, tant au niveau local que national. Il était question également de produire les conditions de l’émergence d’une élite d’avant-garde: "les soldats de l’émancipation dans la formation, la prise de conscience, le patriotisme et le contact avec les masses populaires".